# Landbohjemmet - Landhusmoderens arbejdsplads
Landbohjemmet - Landhusmoderens arbejdsplads er en dansk dokumentarfilm fra 1956 instrueret af Walther Lehmann.

## Handling
Denne artikel mangler et handlingsreferat. Hjælp os med at skrive det.